# 伊夫里战役
伊夫里战役（法語：Bataille d'Ivry）于1590年3月14日发生在胡格诺战争期间，纳瓦爾的亨利，即當時的法王亨利四世获得决定性的胜利。他率领雨格诺派的军队击败了由馬耶納公爵統率的天主教聯盟，他的军队获胜后继续包围巴黎。
该战役发生在伊夫里（后改名为伊夫里拉巴塔耶（Ivry-la-Bataille））附近的埃皮耶德平原，伊夫里拉巴塔耶位于厄尔河畔，巴黎西面30英里处。

## 戰爭過程
當新教國王亨利於阿爾克戰役勝利之後，他在1590年3月初帶兵圍困德勒時，馬耶納重新得到西班牙和天主教貴族提供的大量增援，主動從巴黎進攻新教軍。亨利决定放棄德勒，正面迎擊马耶纳公爵。3月13日双方在伊夫里地区再次相遇，地處厄爾河附近的聖安德烈平原，因天色已晚，雙方都先紮營，預備著明日的大戰。此时亨利‧那瓦尔拥有一萬二千人的军队，马耶纳公爵一萬六千人，优势仍然在马耶纳公爵这边。
在战前的决策会上，亨利决定让部队分成机动的小分队作战，將騎兵連與步兵營混編再一起。因为他已经意识到自己率领的是配有火枪的轻装部队，而天主教联盟军雖有瓦隆人和西屬尼德蘭人的精兵，但全是传统的重装騎兵部队（特點是周身盔甲、武器笨重）。亨利早就認識到老式裝備的不利之處──過於笨重，使敵方容易佔上風。
第二天（3月14日）决战就要开始，当早上十點亨利·那瓦尔纵马来到阵前时，人们惊奇的看到国王在自己的头盔上插了一根巨大的白色孔雀翎，亨利向士兵们大喊道：
「伙伴们，上帝是保佑我们的！他的敌人、我们的敌人就在那里。记住，你们的国王就在这里！向他們衝鋒！如果你们的军旗倒了，阵型散了，就向我头上的羽毛看齐，你们永远会找到胜利与荣誉之路的。」
国王无畏的举动大大振奋了军心，一萬兩千人的军队以地动山摇的声势齐声大喊道，国王与我们同在！上帝与我们同在！这声音大的连天主教联盟军都听得到，大大打击了他们的士气。
在亨利‧那瓦尔的带领之下胡格诺军向舊教軍发起了冲锋，國王身先士卒，他的右臂因搏杀而青肿，劍刃因砍劈過度也变了形。天主教联盟军本就是一隻临时拼凑、團結薄弱的軍隊，军中的德国雇佣骑兵被胡格诺军的砲火和气势所压倒，士气崩溃并开始溃散。他們向主力騎兵連的方向潰退，馬耶納本人就在騎兵連中，結果引起混亂，亨利即刻向對方發起猛攻。
聯盟的騎兵徹底潰敗，丢盔卸甲，几乎全军覆没，馬耶纳公爵见到此状连自杀的念头都有了，但是卫兵阻止了他并且保护其逃出了战场。联盟中的瑞士雇佣兵（天主教徒）干脆放下武器倒戈向胡格诺軍一边，因為聯盟沒有支付他們薪水；德國雇傭步兵則因曾背叛亨利國王，被新教軍無情射殺。國王高喊著要拯救法國人、幹掉外國人。

## 結果

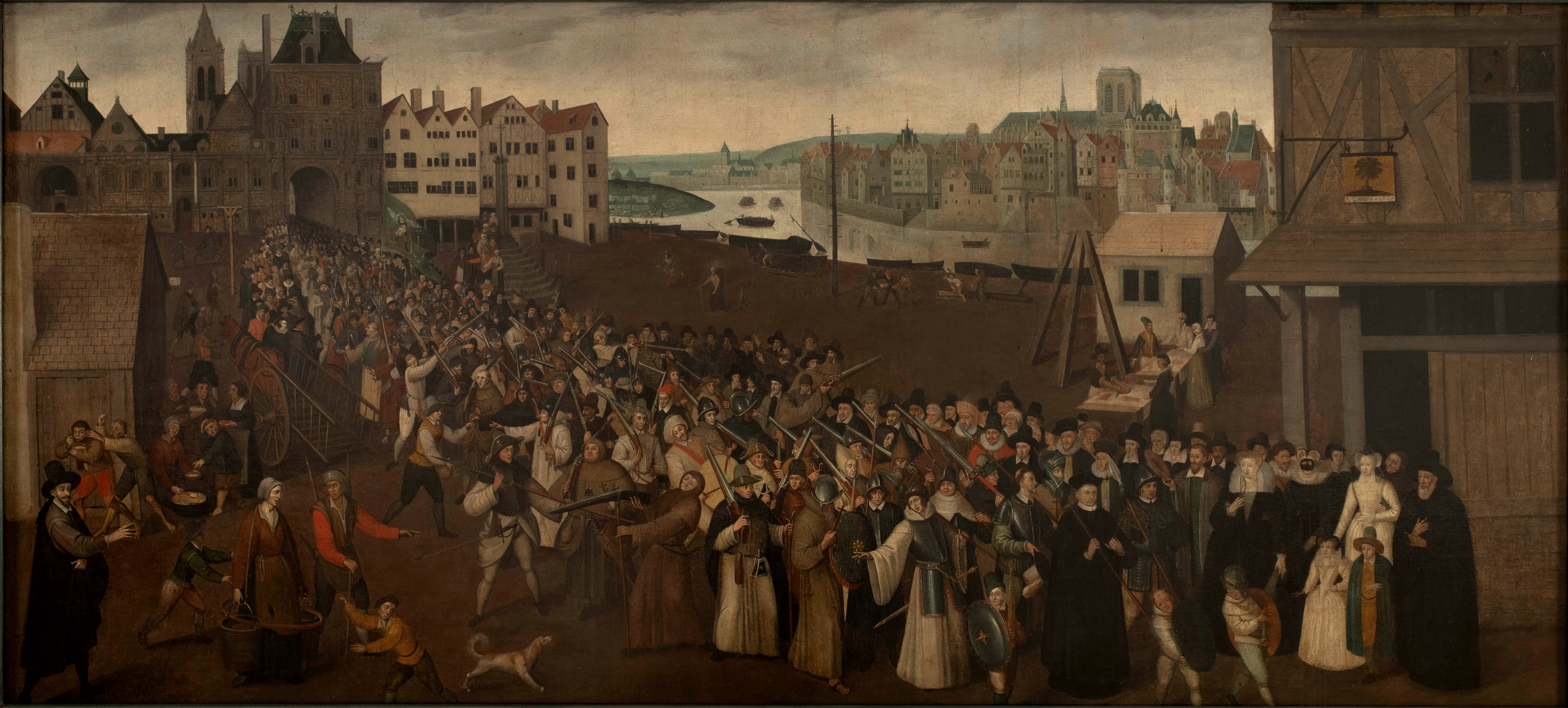
1590年由巴黎的天主教市民發起的武裝衛隊，誓死抵抗新教國王亨利四世的包圍

伊夫里战役以亨利‧那瓦尔的完胜而告终，天主教聯盟军全军覆没，首领马耶纳公爵不知所踪。但巴黎的天主教徒組織起頑強的三萬抵抗軍，特別是在慷慨赴死的僧侶帶頭下，激發出市民普遍的勇氣，從1590年5月開始多次抵擋住亨利的進攻。最終亨利在圍困巴黎三個月後，被迫解除包圍、帶軍轉去迎擊西班牙大軍。